# Taoufik Makhloufi
Taoufik Makhloufi (ar. توفيق مخلوفي, wym. [tuːfiːq mxluːfi]; ur. 29 kwietnia 1988 r. w Suk Ahras) – algierski lekkoatleta specjalizujący się w biegach średniodystansowych. Złoty medalista Igrzysk Olimpijskich w Londynie w 2012 roku na dystansie 1500 metrów. Trenuje w klubie GS Pétroliers.

## Kariera
Urodzony w Suk Ahras Makhloufi na arenie międzynarodowej zadebiutował w 2007 roku podczas rozgrywanych w Kenii Mistrzostw Świata w Biegach Przełajowych, gdzie w biegu juniorów na dystansie 8 km zajął 82. miejsce. Do rywalizacji wśród seniorów przystąpił w 2009 roku podczas Igrzysk Śródziemnomorskich. Zajął wówczas czwarte miejsce w biegu na dystansie 1500 metrów. Wkrótce po osiągnięciu swojego najlepszego wyniku na tym dystansie (3:34,34) wziął udział w mityngu Złotej Gali. Swój pierwszy tytuł mistrza Algierii zdobył w 2009 roku, kiedy także reprezentował swój kraj podczas lekkoatletycznych mistrzostw świata (dotarł tam do półfinału). W 2010 roku poprawił swój rekord na dystansie 1500 metrów do poziomu 3:32,94 minut podczas mityngu Herculis w Monako, co w efekcie dało mu awans do najlepszej dwudziestki zawodników tego roku. W tym samym roku doszedł do finału biegu na 1500 metrów podczas mistrzostw Afryki, jednak nie ukończył biegu.
Najszybszy bieg Makhloufiego w roku 2011 (2:34,4) przypadł na mistrzostwa kraju w Algierze (zdobył złoto). W tym samym roku dwukrotnie brał też udział w mityngach Diamentowej Ligi (w Ad-Dausze i w Sztokholmie). Po zdobyciu swojego drugiego złotego medalu mistrzostw Algierii w biegu na 1500 metrów, ponownie został wybrany do reprezentacji na mistrzostwa świata i ponownie odpadł w półfinale. Przełomowe dla Algierczyka okazały się być igrzyska afrykańskie w tym samym roku. Wówczas to dobiegając za Kenijczykami zdobył brąz w biegu na 1500 metrów, jak również pokonał w biegu na 800 metrów faworyzowanego Boaza Kiplagata Lalanga, dzięki czemu zdobył swój pierwszy złoty medal na arenie afrykańskiej.
Po tym sukcesie, w sezonie 2012 zaczął częściej biegać na dystansie 800 metrów. Jego pierwszy start na 1500 metrów odbył się w czasie mityngu w Rabacie, gdzie zajął drugie miejsce. W tym samym roku poprawił także swój rekord na dystansie 800 metrów wynikiem 1:44,88 minuty uzyskanym w Sztokholmie. Bazując na doświadczeniu uzyskanym podczas mistrzostw kontynentu, w Mistrzostwach Afryki w 2012 roku w biegu na 800 metrów Makhloufi nie pozwolił się wyprzedzić Kenijczykom i zdobył złoty medal, ustanawiając przy tym swój rekord życiowy (1:43,88). 20 lipca 2012 roku poprawił swój najlepszy wynik na dystansie 1500 metrów, uzyskując podczas mytingu Herculis rezultat 3:30,80.
Makhloufi wypełnił minima olimpijskie na 800 i 1500 metrów i w obu konkurencjach wziął udział w czasie Igrzysk w Londynie. W biegu na 1500 metrów dotarł do finału, po drodze zwyciężając w swojej rundzie eliminacyjnej, i bieg półfinałowy. Algierskiemu Komitetowi Olimpijskiemu nie udało się wycofać swojego zawodnika z biegu na 800 metrów, w którym Makhloufi nie miał zamiaru uczestniczyć, w związku z czym Algierczyk zmuszony był wystartować. Już na początku wyścigu zawodnik zwolnił i zszedł z trasy, co spowodowało reakcję IAAF – sędzia federacji lekkoatletycznej podejrzewał, że Makhloufi nie uczestniczy w zawodach w dobrej wierze, za co groziło wykluczenie z Igrzysk. Decyzja taka jednakowoż nie zapadła, na co wpływ miała przedłożona diagnoza lekarska wskazująca dolegliwość utrudniającą dalsze uczestnictwo w biegu. Następnego dnia Algierczyk wygrał finał biegu na 1500 metrów z czasem 3:34,08. Wynik ten zaskoczył krytyków, w szczególności mając na uwadze wcześniejsze „problemy zdrowotne” Makhloufiego oraz warunki panujące na stadionie. Sam zawodnik stwierdził, że jego progres wynika wyłącznie ze zmiany trenera i intensywnych treningów w okresie przedolimpijskim.
Z powodu choroby nie wziął udziału w mistrzostwach świata w Moskwie (2013). W 2014 zdobył brązowy medal w biegu na 800 metrów podczas mistrzostw Afryki w Marrakeszu. W 2015 zdobył srebro igrzysk afrykańskich w Brazzaville.

## Rekordy

### Rekordy życiowe
| Dystans | Rezultat | Data                  | Miejsce | Zawody                           | Źródła |
| ------- | -------- | --------------------- | ------- | -------------------------------- | ------ |
| 800 m   | 1:43,53  | 31 sierpnia 2014(dts) | Berlin  | Internationales Stadionfest 2014 | [ 4 ]  |
| 1500 m  | 3:28,75  | 17 lipca 2015(dts)    | Monako  | Herculis 2015                    | [ 4 ]  |